# Jakov Kostović
Jakov Kostović (Drvenik, 9. studenog 1895. – Mursko Središće, 20. studenog 1974.) bio je hrvatski katolički svećenik, profesor i prevoditelj.

## Životopis
Rođen je u obitelji Šimuna Kostovića. Nije završio osnovnu školu jer je nije bilo u njegovom rodnom mjestu. Zatim, na samo na osnovi prijemnog ispita upisuje gimnaziju.
Dana 31. kolovoza 1908. primljen je u Biskupsko sjemenište. Zaređen je za đakona, 19. ožujka 1918.. Za svećenika je zaređen, nakon teoloških studija na visokom bogoslovnom učilištu u Zadru, 16. lipnja 1918. godine. Od 1. studenog 1918. djelovao je kao župski pomoćnik kod sv. Petra u splitskoj župi Lućac. Istodobno je 1. listopada obavljao službu prefekta u Dijecezanskom dječjem sjemeništu. Vikarom u rodnom Drvenika postao je 5. kolovoza 1919. godine. Župskim upraviteljem postaje 1. rujna 1919.
Zatim prelazi u Makarsku gdje je od 1. listopada 1922. obavljao službu župskog pomoćnika i koralnog vikara sustolnog kaptola Makarske. Službe prefekta u Biskupskom sjemeništu riješen je 28. veljače 1930. kada je protiv volje starješina preuzeo službu profesora izvan biskupije. U Makarskoj je bio dvije godine gdje je kao suplent predavao hrvatski, francuski i talijanski jezik u sjemenišnoj gimnaziji.
Godine 1923. započinje pohađati predavanja na filozofskom fakultetu katoličkog sveučilišta u Lyonu te od sljedeće godine na filozofskom fakultetu u Grenoblu. Od 1925./26. studira na zagrebačkom filozofskom fakultetu gdje je svršio mudroslovne nauke. Na istom sveučilištu doktorira, 1929. godine, s tezom „De Horatii poetae indole romana”. Nakon toga se ne vraća u Split.
Djelovao je kao honorarni profesor francuskog i latinskog jezika pri Ženskoj realnoj gimnaziji Družbe sestara milosrdnica sv. Vinka Paulskoga u Zagrebu. Iz Zagreba odlazi predavati u Šibenik. Zatim se ponovno vraća u Zagreb.
U srpnja 1941. bio je profesora Državne prve klasične gimnazije u Zagrebu. Od listopada iste godine bio je lektor hrvatskog jezika u Bologni. Do kraja rata bio je profesorom Prve državne klasične gimnazije.
Iz Zagreba odlazi 6. svibnja 1945. i biva zarobljen kod Bleiburga. Sudjelovao je na Križnom putu, ali je uspio pobjeći kod Varaždina. Kasnije je povremeno radio kao profesor na raznim vjerskim školama. Umirovio se 1963. godine te je živio u Murskom Središću.
Umro je 20. studenog 1974. u Murskom Središću. Pokopan je na mjesnom groblju.

### Članci
- Pažanin, Ivan. 1994. Prilozi za biografiju Jakova kostovića. Crkva u svijetu. Sveučilište u Splitu - Katolički bogoslovni fakultet. Split. 29 (4): 426–439

## Vanjske poveznice
- Kostović, Jakov. Hrvatski biografski leksikon